# Clapton (Eric Clapton 2010)
Clapton è il diciottesimo album in studio del cantante e chitarrista britannico Eric Clapton, pubblicato il 28 settembre 2010.
L'album esce a quattro anni di distanza dal precedente The Road to Escondido, e si presenta con un mix di nuove canzoni e cover. Lo stesso Clapton si espresse in merito a quest'album, affermando:

## Tracce
1. Travelin' Alone – 3:56 (Melvin Jackson)
2. Rocking Chair – 4:04 (Hoagy Carmichael)
3. River Runs Deep – 5:52 (J.J. Cale)
4. Judgment Day – 3:13 (Snooky Pryor)
5. How Deep Is the Ocean – 5:29 (Irving Berlin)
6. My Very Good Friend, the Milkman – 3:20 (Johnny Burke, Harold Spina)
7. Can't Hold Out Much Longer – 4:08 (Walter Jacobs)
8. That's No Way to Get Along – 6:07 (Robert Wilkins)
9. Everything Will Be Alright – 3:51 (J.J. Cale)
10. Diamonds Made from Rain – 4:22 (Nikka Costa, Doyle Bramhall II, Justin Stanley)
11. When Somebody Thinks You're Wonderful – 2:51 (Harry M. Woods)
12. Hard Times Blues – 3:45 (Lane Hardin)
13. Run Back to Your Side – 5:17 (Eric Clapton, Doyle Bramhall II)
14. Autumn Leaves – 5:40 (Joseph Kosma, Johnny Mercer, Jacques Prévert)

## Formazione
- Eric Clapton - voce, chitarra, mandolino
- Doyle Bramhall II - chitarra, percussioni, cori
- J.J. Cale - chitarra, cori
- Jim Keltner - batteria
- Willie Weeks - basso elettrico, contrabbasso
- Walt Richmond - pianoforte, tastiere
- Derek Trucks - chitarra